# RAISE A SUILENのディスコグラフィ

バンドのロゴ
RAISE A SUILENのディスコグラフィは、日本のメディアミックスプロジェクト『BanG Dream!』のリアルバンドの一つ・RAISE A SUILENの作品の一覧である。
元々、同バンドはプロジェクト内の他のユニットのバックバンド「THE THIRD（仮）」として結成されており、本項では「THE THIRD（仮）」名義で発表した作品についても解説する。
メンバーは、レイヤ（声 - Raychell）、ロック（声 - 小原莉子）、マスキング（声 - 夏芽）、パレオ（声 - 倉知玲鳳）、チュチュ（声 - 紡木吏佐）の5名。
キャラクターはテレビアニメ2期に合わせて設定されたものであり、当初は現実のバンド活動のみでキャラクター展開はされていなかった。
なお、プロジェクト内ユニットとの合同作品（例：「Rausch und/and Craziness」）の詳細についてはBanG Dream!のディスコグラフィを参照。また、「*」と記載のある人物は、楽曲発表時点でElements Gardenに所属していたことを示す。

## シングル

### R・I・O・T
デビューシングル。2018年12月12日に発売された。1stアルバム「THE THIRD（仮）1st ライブ」が「THE THIRD（仮）」名義でのリリースのため、RAISE A SUILENとしてのシングルおよびアルバムリリースは今作が初となる。

### A DECLARATION OF ×××
2ndシングル。2019年2月20日に発売された。
表題曲の『A DECLARATION OF ×××』は、アプリゲーム「九州三国志」のテーマソングに起用された。
通常盤（BRMM-10169）とBlu-ray付生産限定盤（BRMM-10168）の二種類がリリースされており、うちBlu-rayにはマイナビBLITZ赤坂で行われた「THE THIRD（仮） 2nd ライブ」の模様が収録される。
初回生産特典としてオリジナルキャラクターカード1枚（全5種の内ランダムで1枚）と、2019年春以降に開催されるイベント抽選応募申込券が封入。
収録曲（生産限定盤・通常盤共通）
全作詞：織田あすか*、全編曲：菊田大介*
1. A DECLARATION OF ×××
  - 作曲：上松範康*

2. EXPOSE ‘Burn out!!!’
  - 作曲：菊田大介*

3. A DECLARATION OF ×××（instrumental）
4. EXPOSE ‘Burn out!!!’ （instrumental）

Blu-ray（生産限定盤のみ）
- THE THIRD（仮） 2nd ライブ

パフォーマンス
Raychellによると、ライブで最初に歌うことが多いとされている。
バンドのプロデューサーを務める落合俊介はSPICEとのインタビューの中で、「EXPOSE ‘Burn out!!!’」のイントロループはライブでよく行われているとしつつも、2021年のツアー「BE LIGHT」では、登場SE代わりにこの手法を用いたと話しており、「メンバー登場からシームレスにバンドインできるので、それがすごくかっこいいと思っていて私自身も気に入ってます。」と語っている。
ミュージックビデオ
『BanG Dream! 3rd Season』の第4話では、「EXPOSE ‘Burn out!!!’」のミュージックビデオが公開された。
カバー
プロジェクト外ミュージシャンによるカバー
ゲーム『D4DJ Groovy Mix』では、ゲーム内ユニット・Merm4idによる「EXPOSE 'Burn out!!!」が収録されている。

### Invincible Fighter
3rdシングル。2019年6月19日に発売された。
表題曲の「Invincible Fighter」は、テレビ愛知制作・テレビ東京系アニメ『カードファイト!! ヴァンガード（続・高校生編）』オープニングテーマに起用された。また、カップリングの「Takin'my Heart」も『カードファイト!! ヴァンガード（続・高校生編）』エンディングテーマに起用された。
通常盤（BRMM-10193）とBlu-ray付生産限定盤（BRMM-10192）の二種類をリリース。Blu-rayにはアニメ『BanG Dream! 2nd Season』#3～4、次回予告と「History of RAS」再編集版が収録される。
作品背景・楽曲内容
「Invincible Fighter」は、疾走感のあるテンポの速い曲であり、歌詞は「勝利の旗を振れ！」など、強気であると同時に前向きな内容となっている。ボーカル兼ベースのRaychellは、ブシロードミュージックとのインタビューの中で、当時のバンドにはあまりないタイプの音楽だったと話している。
一方、「Takin'my Heart」はバンドにとって初めてのバラード曲である。

パフォーマンス
Raychellによると、前作「A DECLARATION OF ×××」同様、「Invincible Fighter」はライブで最初に歌うことが多いとされている。
また、同楽曲のパフォーマンスに当たっては、メンバーまたは観客がタオルを回すことがあり、「ANIMAX MUSIX 2019 KOBE」では「タオル曲 SELECTION」の一環として披露された。
収録曲（生産限定盤・通常盤共通）
全作詞：織田あすか*
1. Invincible Fighter
  - 作曲：上松範康*、編曲：菊田大介*

2. Takin'my Heart
  - 作曲・編曲：藤田淳平*

3. Invincible Fighter（instrumental）
4. Takin'my Heart（instrumental）

Blu-ray（生産限定盤のみ）
1. アニメ『BanG Dream! 2nd Season』 #3～4
2. Web用次回予告 #3～4
3. 「History of RAS」再編集版

### DRIVE US CRAZY
4thシングル。2020年1月22日に発売された。
表題曲の『DRIVE US CRAZY』は、2019年7月に開催された単独ライブ「Heaven and Earth」に合わせて書き下ろされた楽曲である。
通常盤（BRMM-10229）とBlu-ray付生産限定盤（BRMM-10228）の二種類をリリース。Blu-rayにはアニメ『BanG Dream! 3rd Season』#4～5、「バンドリ!TV」特別編 #3を収録。
音楽性
Raychellは、カップリング曲「HELL! or HELL?」のデモ音源のピコピコ音が耳に残って面白かったとブシロードミュージックとのインタビューの中で話している。また、Raychellは同楽曲について、各々の感情を本能のままにぶつけていくような曲だったと説明しており、メンバーたちの間で動物園のようだったと話し合ったと振り返っている。その一方で、Raychellはにぎやかで疾走感のある「HELL! or HELL?」を演奏した後は皆息切れするとも話している。
パフォーマンス
「DRIVE US CRAZY」およびは、2023年11月5日に行われた「BanG Dream! 12th☆LIVE REVEAL」で演奏された。
収録曲（生産限定盤・通常盤共通）
全作詞：織田あすか*
1. DRIVE US CRAZY
  - 作曲・編曲：藤田淳平*

2. HELL! or HELL?
  - 作曲・編曲：菊田大介*

3. DRIVE US CRAZY（instrumental）
4. HELL! or HELL?（instrumental）

Blu-ray（生産限定盤のみ）
1. アニメ『BanG Dream! 3rd Season』 #4～5
2. 「バンドリ!TV」特別編 #3

### Sacred world
5thシングル。2020年10月21日に発売された。
表題曲「Sacred world」はテレビアニメ『アサルトリリィ BOUQUET』オープニングテーマに起用された。

### mind of prominence
6thシングル。2021年1月27日に発売された。

### EXIST
7thシングル。2021年4月21日に発売された。
表題曲「EXIST」は、テレビアニメ『擾乱 THE PRINCESS OF SNOW AND BLOOD』のオープニングテーマに起用されている。
カップリングの「Embrace of light」は、同番組のエンディングテーマに起用されている。

### Domination to world
8thシングル。2021年9月29日に発売された。

### CORUSCATE-DNA-
9thシングル。2022年4月27日に発売された。

## アルバム

### THE THIRD（仮）1st ライブ
RAISE A SUILENの「THE THIRD（仮）」名義によるライブアルバム。2018年9月26日に発売された。
CDには、2018年3月25日に下北沢GARDENで開催された1stライブから、楽曲部分をすべて収録している。当時未加入だった紡木吏佐は参加しておらず、ゲストギターとして大塚紗英が参加している。オリジナル楽曲「R・I・O・T」を除き、収録曲はAfterglow、Pastel*Palettes、ハロー、ハッピーワールド！、Glitter*Greenのカバーとなっている。
収録内容

CD
全作詞：織田あすか*
1. That Is How I Roll!（OA：Afterglow）
  - 作曲・編曲：岩橋星実*

2. しゅわりん☆どり〜みん（OA：Pastel＊Palettes）
  - 作曲・編曲：末益涼太*

3. パスパレボリューションず☆（OA：Pastel＊Palettes）
  - 作曲・編曲：末益涼太*

4. えがおのオーケストラっ！（OA：ハロー、ハッピーワールド！）
  - 作曲・編曲：藤間仁*

5. Don't be afraid!（OA：Glitter*Green）
  - 作曲・編曲：岩橋星実*

6. ゆら・ゆらRing-Dong-Dance（OA：Pastel＊Palettes）
  - 作曲・編曲：菊田大介*

7. Hey-Day狂騒曲（カプリチオ）（OA：Afterglow）
  - 作曲・編曲：藤田淳平*

8. Scarlet Sky（OA：Afterglow）
  - 作曲・編曲：岩橋星実*

9. ゴーカ！ごーかい！？ファントムシーフ！（OA：ハロー、ハッピーワールド！）
  - 作曲・編曲：藤間仁*

10. R・I・O・T
  - 作曲：上松範康*、編曲：菊田大介*

11. That Is How I Roll!（OA：Afterglow）
12. R・I・O・T

### ERA
1stアルバム。2020年8月19日に発売された。
通常盤（BRMM-10269）とBlu-ray付生産限定盤（BRMM-10268）の二種類をリリース。
CDは1stシングルから4thシングルまで収録された8曲のほか、アルバム用新曲として「SOUL SOLDIER」と「Beautiful Birthday」と「REIGNING」と「!NVADE SHOW!」が収録されている。
生産限定盤には、2019年7月13日、7月14日に神戸ワールド記念ホールで開催されたRAISE A SUILENの単独ライブ、「Heaven and Earth」のライブ映像を収録した2枚組のBlu-rayのほか、フォトブックレットが付属する。
楽曲内容・音楽性
「SOUL SOLDIER」では7弦ギターと5弦ベースが用いられており、これらの2種類の楽器によって重低音が強調されている。
Raychellは、ブシロードミュージックとのインタビューの中で、5弦ベースは通常の4弦ベースとはあらゆる面において別物であると話している。
「Beautiful Birthday」は、アニメ『BanG Dream! 3rd Season』の第11話と第13話で使用されているが、本アルバムに収録されているのは後者である。なお、第11話で使用されたバージョンは「アニメ『BanG Dream! 2nd＆3rd Season』オリジナル・サウンドトラック」に収録されている。
収録内容

CD（生産限定盤・通常盤共通）
全作詞：織田あすか*
1. Invincible Fighter
  - 作曲：上松範康*、編曲：菊田大介*

2. A DECLARATION OF ×××
  - 作曲：上松範康*、編曲：菊田大介*

3. SOUL SOLDIER
  - 作曲：上松範康*、編曲：藤田淳平*

4. UNSTOPPABLE
  - 作曲：藤田淳平*、編曲：菊田大介*

5. HELL! or HELL?
  - 作曲・編曲：菊田大介*

6. Beautiful Birthday
  - 作曲・編曲：菊田大介*
  - アニメ『BanG Dream! 3rd Season』挿入歌。

7. Takin’ my Heart
  - 作曲・編曲：藤田淳平*

8. DRIVE US CRAZY
  - 作曲・編曲：藤田淳平*

9. !NVADE SHOW!
  - 作曲・編曲：藤田淳平*

10. REIGNING
  - 作曲・編曲：菊田大介*
  - 舞台『We are RAISE A SUILEN～BanG Dream! The Stage～』テーマソング

11. EXPOSE ‘Burn out!!!’
  - 作曲・編曲：菊田大介*

12. R・I・O・T
  - 作曲：上松範康*、編曲：菊田大介*

Blu-ray（生産限定盤のみ）
1. RAISE A SUILEN「Heaven and Earth」 DAY1 ライブ映像（2019年7月13日、神戸ワールド記念ホール）

1. A DECLARATION OF ×××
2. R・I・O・T
3. UNSTOPPABLE
4. Don’t be afraid!（OA：Glitter*Green）
5. Hey-day狂騒曲（カプリチオ）（OA：Afterglow）
6. 激動（OA：UVERworld）
7. 天下トーイツ A to Z☆（OA：Pastel＊Palettes）
8. しゅわりん☆どり〜みん（OA：Pastel＊Palettes）
9. Wonderland Girl（OA：Pastel＊Palettes）
10. もういちど ルミナス（OA：Pastel＊Palettes）
11. きゅ～まい＊flower（OA：Pastel＊Palettes）
12. Are you ready to FIGHT
13. ナカナ イナ カナイ
14. R・I・O・T
15. Takin’ my Heart
16. DRIVE US CRAZY
17. Invincible Fighter
18. EXPOSE ʻBurn out!!!ʼ

1. RAISE A SUILEN「Heaven and Earth」 DAY2 ライブ映像（2019年7月14日、神戸ワールド記念ホール）

1. Invincible Fighter
2. R・I・O・T
3. UNSTOPPABLE
4. 1/3の純情な感情（OA：SIAM SHADE）
5. EXPOSE ʻBurn out!!!ʼ
6. ハイファイブ∞あどべんちゃっ（OA：ハロー、ハッピーワールド！）
7. キミがいなくちゃっ！（OA：ハロー、ハッピーワールド！）
8. えがおのオーケストラっ！（OA：ハロー、ハッピーワールド！）
9. ゴーカ！ごーかい！？ファントムシーフ！（OA：ハロー、ハッピーワールド！）
10. えがお・シング・あ・ソング（OA：ハロー、ハッピーワールド！）
11. Are you ready to FIGHT
12. ナカナ イナ カナイ
13. R・I・O・T
14. Takin’ my Heart
15. Glee! Glee! Glee!（OA：Glitter*Green）
16. Y.O.L.O！！！！！（OA：Afterglow）
17. DRIVE US CRAZY
18. A DECLARATION OF ×××
19. UNSTOPPABLE

パフォーマンス
2021年のツアーライブ「BE LIGHT」における「!NVADE SHOW!」のパフォーマンスでは、Raychellと紡木吏佐による煽りが盛り込まれており、開催地によって異なる内容が用いられた。
評価
「激ロック」の宮﨑大樹は、本作から強いライブ感を感じると評価している。

### REVELATION
バンド初のミニアルバムで、メンバー各人に焦点が当てられている。

### SAVAGE
バンドの2ndアルバムであり、前作『ERA』から4年ぶりとなる6月12日に発売された。5thシングルから11thシングルまでの表題曲7曲に加え、『バンドリ! ガールズバンドパーティ!』の未パッケージ化楽曲、ならびに書下ろし新曲「V.I.P MONSTER」の計14曲が収録されている。

## 参加作品

### プロジェクト内作品
| アーティスト名                                                                                          | 発売日         | タイトル                                                          | 備考 |
| --- | -------------- | ----------------------------------------------------------------- | --- |
| Various Artists                                                                                         | 2020年4月8日   | アニメ「BanG Dream! 2nd＆3rd Season」オリジナル・サウンドトラック | 「Beautiful Birthday(3rd Season #11 Ver.)」に参加。 また、Poppin'Party×Roselia×RAISE A SUILEN名義で「夢を撃ち抜く瞬間に!」に参加。 |
| RAISE A SUILEN ハロー、ハッピーワールド！ Roselia Poppin'Party                                          | 2019年11月27日 | BanG Dream! 6th☆LIVE                                              | ライブビデオアルバム。 RAISE A SUILENは2枚目の「DAY1：RAISE A SUILEN 「Brave New World」」にて参加。                               |
| Roselia RAISE A SUILEN Pastel＊Palettes ハロー、ハッピーワールド！ Afterglow Glitter*Green Poppin'Party | 2020年2月19日  | TOKYO MX presents BanG Dream! 7th☆LIVE                            | ライブビデオアルバム。 RAISE A SUILENは2枚目の「DAY2：RAISE A SUILEN『Genesis』」にて参加。                                        |
| Roselia,RAISE A SUILEN                                                                                  | 2020年11月18日 | Roselia×RAISE A SUILEN「Rausch und/and Craziness」                | ライブビデオアルバム。RAISE A SUILENは2枚目の「DAY2」にて参加。                                                                    |